# Kiukainen
Kiukainen (in svedese Kiukais) è stato un comune finlandese di 3 348 abitanti, situato nella regione della Satakunta. È stato soppresso nel 2009 ed è ora compreso nel comune di Eura.